# Guillermo Tiscornia
Guillermo Juan Tiscornia fue un reconocido y controvertido juez federal en lo económico de la Argentina. Nacido el 27 de julio de 1954, hijo de Agustín E. Tiscornia, quien fue juez del Juzgado Civil n.º 11 y de Parisina Valotta. Fue criado en el barrio de San Telmo, Capital Federal.
Se graduó como abogado en 1979 en la Universidad Católica Argentina y, catorce años después -1993- el Senado de la Nación Argentina le concedió el Juzgado n.º 7 en lo Penal Económico. Fue secretario del Juzgado n.º 3 en lo Penal Económico en el que lo sancionaron por agregar un oficio en una causa de tráfico de drogas que involucraba a Carlos Sauvignon Belgrano, también redactó la excarcelación de Carlos "Chacho" Steimberg quien estaba vinculado comercialmente con Carlos Menem, Jr y con "Zulemita" Menem.

## Casos
Su caso más reconocido como juez fue el de la investigación de lo que se denominó "Aduana paralela" y el que lo enfrentó con Domingo Cavallo. En 1996 procesó por 36.846 supuestos casos de contrabando a un funcionario de la Aduana, Domingo Parino, muy cercano a Cavallo.
En 1998, la entonces diputada Nilda Garré votó el juicio político a Tiscornia y fue designada para acusarlo por tres causas: la "mafia del oro", la "Aduana paralela" y la evasión fiscal de Alberto Samid. El Senado de la Nación eximió a Tiscornia de toda responsabilidad por votación de 38 votos contra 16, el 18 de septiembre de 2001.
En agosto de 2007 fue suspendido de su cargo de juez por el Consejo de la Magistratura por un expediente que se le inició por supuesto pedido de coimas, dicho expediente coincidió con el llamado de Tiscornia para que declarase la ministra de defensa Nilda Garré por el supuesto contrabando de armas a Estados Unidos. El 31 de octubre del mismo año anunció que renunciaba.
Entre sus declaraciones sobre la investigación que se le realizaba, Tisconia apuntó que dicho pedido fue por presión de Cristina Fernández de Kirchner:

"Es obvio que las palabras de la senadora Cristina Kirchner provocaron una fortísima presión sobre todo el Consejo de la Magistratura"
Guillermo Tiscornia.

En referencia a la declaración realizada por Cristina Fernández el 24 de julio del mismo año, cuando ella ya era candidata a la presidencia:

"cobra coimas y que nadie se explica cómo pudo ser juez en la Argentina"
Cristina Fernández de Kirchner

Finalmente fue destituido del cargo de juez el 19 de diciembre de 2007, comunicado por el Boletín Oficial, por "mal desempeño de sus funciones" como principal causa y por "vulnerar la acción de la justicia" por alzamientos contra resoluciones de superiores.
En marzo de 2011 se daba a conocer el sobreseimiento de la causa en la que había sido investigado por presuntas coimas a un grupo empresario español, CODERE, dedicado a la explotación de bingos. Dicho sobreseimiento ocurrió transcurridos cinco años de investigaciones por parte del juez federal Rodolfo Carnicoba Corral.

### La "Aduana paralela"
Fue un caso iniciado el año 1996 por fraude millonario al fisco mediante evasión de los controles aduaneros investigado por Tiscornia. El caso fue publicitado con gran resonancia por el gobierno de Carlos Menem quién asistió y se fotografió en algunas pesquisas. La investigación apuntaba al círculo íntimo del exministro de economía, Domingo Cavallo que acababa de retirarse del cargo y denunciaba una "mafia enquistada en el poder".
Se sospechaba que los contenedores ingrsaban en el país como "mercadería en tránsito", pero eran introducidos en el mercado local evadiendo así los controles aduaneros y sus respectivos impuestos. Se decía que los contenedores eran alojados en depósitos fiscales, pero se autorizaba su salida sin darle comunicación al sistema informático María.
El entonces juez Tiscornia evaluó la defraudación fiscal en 3 mil millones de pesos. El caso tuvo un centenar de allanamientos en lugares conocidos como las firmas Wal-Mart, Carrefour y Musimundo. Se dijo que se habían secuestrado 22 mil contenedores, pero finalmente como prueba son 29 y 18 personas procesadas.